# 1952 na exploração espacial
As bases foram estabelecidas para o lançamento do primeiro satélite artificial com a programação do Ano Internacional da Geofísica para 1957-1958. Este esforço científico envolveria dezenas de nações em uma investigação global dos fenômenos físicos, no solo e no espaço.
Em 1952, todos os ramos das Forças Armadas dos Estados Unidos, muitas vezes em parceria com organizações civis, continuaram seu programa de pesquisa de foguetes de sondagem além da fronteira de 100 quilômetros do espaço (conforme definido pela Federação Aeronáutica Internacional) usando o foguete Aerobee. A Universidade de Iowa lançou sua primeira série de foguetes, demonstrando a validade do foguete lançado por balão. O lançamento do Viking 9 no final do ano pela equipe do Laboratório de Pesquisa Naval dos Estados Unidos sob a gestão de Milton Rosen representou o auge do projeto de foguete operacional contemporâneo.
O ano não viu nenhum novo míssil balístico adicionado aos arsenais dos Estados Unidos ou da União Soviética. No entanto, o trabalho continuou rapidamente no desenvolvimento de grandes foguetes, particularmente do Redstone do Exército dos Estados Unidos e do míssil R-5 soviético.

## Destaques da exploração do espaço

### Marinha dos Estados Unidos
No final da primavera de 1952, a equipe do Laboratório de Pesquisa Naval dos Estados Unidos sob a gestão de Milton Rosen preparou-se para lançar o primeiro foguete Viking de segunda geração, o Viking 8, do Campo de Teste de Mísseis de White Sands no Novo México. O novo design do Viking tinha quase a metade da largura de seu precursor, proporcionando a maior proporção combustível/peso de qualquer foguete já desenvolvido. As aletas da cauda não suportavam mais o peso do foguete, como acontecia anteriormente. Agora, o foguete Viking descansava na base de sua fuselagem. Isso permitiu que as aletas da cauda fossem muito mais leves, uma das muitas maneiras pelas quais o Viking foi redesenhado para carregar um tanque mais pesado sem pesar mais do que o design do primeiro Viking.
Em 6 de junho de 1952, o Viking 8 se soltou de suas amarras durante um teste de fogo estático. Depois de poder voar por 55 segundos na esperança de limpar a área imediata e, portanto, não representou nenhum perigo para a equipe de terra, Nat Wagner, chefe do "grupo Cutoff" deu um comando ao foguete para cessar seu impulso. 65 segundos depois, o foguete caiu 6.4 km ou 8 km para o sudeste.:172-181
Com as lições aprendidas com a falha do Viking 8, o sucesso do fogo estático do Viking 9 em 9 de dezembro foi seguido em 15 de dezembro por um lançamento bem-sucedido em White Sands. O foguete atingiu uma altitude de 217 km, aproximadamente a mesma do Viking 7 de primeira geração, lançado em 1950. Além de câmeras que fotografaram a Terra durante o voo, o Viking 9 carregava um conjunto completo de detectores de raios cósmicos, ultravioleta e raios X, incluindo dezesseis placas de gel de emulsão para rastrear o caminho de partículas individuais de alta energia. O pacote do experimento foi recuperado intacto depois de garantir medições bem acima da atmosfera terrestre.:185-203

### Esforços civis americanos
1952 viu os primeiros voos rockoon. Esses foguetes montados em balões eram significativamente mais baratos do que voos de foguetes de sondagem: US$ 1800 por lançamento contra US$ 25.000 para cada lançamento do Aerobee e US$ 450.000 para cada lançamento do Viking. Uma série de sete testes de lançamento de navio conduzidos por uma equipe da Universidade de Iowa sob o comando de James Van Allen alcançou um sucesso considerável, um voo raspando a borda do espaço com um apogeu de 89 km.:10-18

## Desenvolvimento de espaçonaves

### Força Aérea dos Estados Unidos
O progresso permaneceu lento ao longo de 1952 no Atlas, o primeiro ICBM do país, cujo contrato havia sido concedido à Consolidated Vultee em janeiro de 1951 pelo Air Research and Development Command da Força Aérea dos Estados Unidos. Políticas conservadoras de desenvolvimento e problemas técnicos assustadores foram as causas oficiais, mas a aparente falta de entusiasmo da Força Aérea para o projeto, junto com a limitação de orçamento e recursos limitados, também foram fatores. Não foi até o primeiro teste bem-sucedido da bomba H em Elugelab em novembro de 1952 que o Atlas, potencialmente capaz de entregar tal arma, ganhou mais apoio.:59-71

### Exército dos Estados Unidos
Em 8 de abril de 1952, o míssil terra-terra sendo desenvolvido pelo Redstone Arsenal no Alabama desde 10 de julho de 1951, recebeu oficialmente o nome de "Redstone". A Chrysler Corporation foi incumbida de prosseguir com o trabalho ativo como o principal contratante do míssil, capaz de entregar ogivas nucleares ou convencionais a um alcance de 320 km, por meio de um contrato de encomenda por carta em outubro de 1952 (este contrato foi definido em 19 Junho de 1953).

### Forças Armadas Soviéticas
Na União Soviética, o desenvolvimento de foguetes durante o ano de 1952 foi focado no míssil R-5, capaz de transportar os mesmos 1.000 kg de carga útil do R-1 e R-2, mas a uma distância de 1.200 km.:242 O R-5, cujo projeto conceitual foi concluído em 30 de outubro de 1951,:97 substituiu o ambicioso alcance de 3.000 km do R-3, que havia sido cancelado em 20 de outubro de 1951.:275-6
O "primeiro foguete estratégico soviético", como o R-5 passou a ser conhecido, foi um aprimoramento incremental dos foguetes R-1 e R-2, não apenas com maior alcance, mas também com maior precisão. Seus tanques de propelente faziam parte do foguete, reduzindo o peso estrutural e permitindo mais combustível.:99-100 Os dois dos primeiros dos dez R-5 produzidos foram submetidos a testes de suporte até fevereiro de 1952, e o cilíndrico R-5 estaria pronto para seu primeiro lançamento em março de 1953.:99-100
Também em 1952, o escritório de design OKB-486 sob Valentin Glushko começou a desenvolver os motores RD-105 e RD-106 para um foguete ainda mais potente: o cinco motores o ICBM R-6. Usando uma configuração soldado com solda integrada, desenvolvida pelo engenheiro Aleksei Isaev, esses motores LOX/querosene seriam motores de câmara única mais potentes do que aqueles usados em foguetes anteriores. Quatro RD-105 de 539.37 kN forneceriam energia aos quatro motores do R-6, enquanto um RD-106 de 519,75 kN forneceria energia ao foguete auxiliar central.:108-109
Naquele mesmo ano, houve também uma série de quatorze lançamentos de teste da versão produzida em massa do míssil R-2 (alcance de 600 km).:48-9 Doze dos mísseis atingiram seus alvos.:266 O R-1 também foi testado sete vezes.

### Esforços civis
Em outubro de 1952, a Assembleia Geral do Conselho Internacional de Uniões Científicas (ICSU) adotou uma proposta para realizar observações simultâneas de fenômenos geofísicos em toda a superfície da Terra. O Ano Internacional da Geofísica (IGY), marcado para 1957-1958, envolveria os esforços de uma multidão de nações em regiões tão longínquas como o Ártico e a Antártica. Para coordenar esse esforço massivo, o ICSU formou o Comité Speciale de l'Année Géophysique Internationale (CSAGI), que realizaria quatro grandes reuniões com representação de todos os países participantes nos próximos quatro anos.:69
Em parte inspirado por palestras que proferiu para a British Interplanetary Society em Londres no ano anterior, Fred Singer, da Universidade de Maryland, começou a expor tanto na mídia impressa quanto em apresentações públicas o uso de pequenos satélites artificiais para conduzir observações científicas. Este conceito foi apelidado de "MOUSE" (Minimum Orbiting Unmanned Satellite of the Earth) e foi rejeitado por muitos como muito radical e/ou em conflito com a exploração humana do espaço. No entanto, a proposta catalisou uma discussão séria sobre o uso de satélites para pesquisas científicas.:73

## Lançamentos

### Janeiro
| Data e hora (UTC)   | Foguete          | Foguete          | Número do voo | Local de lançamento                  | Local de lançamento                  | LSP                 | LSP       |
| Data e hora (UTC)   |                  | Carga útil       | Operador      | Órbita                               | Função                               | Decaimento (UTC)    | Resultado |
| Data e hora (UTC)   | Observações      | Observações      | Observações   | Observações                          | Observações                          | Observações         |           |
| ------------------- | ---------------- | ---------------- | ------------- | ------------------------------------ | ------------------------------------ | ------------------- | --------- |
| 30 de janeiro 20:45 | Aerobee RTV-A-1a | Aerobee RTV-A-1a |               | Complexo de lançamento A de Holloman | Complexo de lançamento A de Holloman | ARDC                | ARDC      |
| 30 de janeiro 20:45 |                  |                  |               |                                      |                                      |                     |           |
| 30 de janeiro 20:45 |                  | ARDC/Utah        | Suborbital    | Ionosférico                          | 30 de janeiro                        | Falha de lançamento |           |

### Fevereiro
| Data e hora (UTC)     | Foguete                                              | Foguete                                          | Número do voo | Local de lançamento                                                   | Local de lançamento                                                   | LSP                 | LSP       |
| Data e hora (UTC)     |                                                      | Carga útil                                       | Operador      | Órbita                                                                | Função                                                                | Decaimento (UTC)    | Resultado |
| Data e hora (UTC)     | Observações                                          | Observações                                      | Observações   | Observações                                                           | Observações                                                           | Observações         |           |
| --------------------- | ---------------------------------------------------- | ------------------------------------------------ | ------------- | --------------------------------------------------------------------- | --------------------------------------------------------------------- | ------------------- | --------- |
| 19 de fevereiro 14:49 | Aerobee RTV-A-1c                                     | Aerobee RTV-A-1c                                 |               | Complexo de lançamento A de Holloman                                  | Complexo de lançamento A de Holloman                                  | ARDC                | ARDC      |
| 19 de fevereiro 14:49 |                                                      |                                                  |               |                                                                       |                                                                       |                     |           |
| 19 de fevereiro 14:49 | Estados Unidos                                       | ARDC                                             | Suborbital    | Airglow                                                               | 19 de fevereiro                                                       | Falha de lançamento |           |
| 19 de fevereiro 17:00 | Aerobee RTV-N-10                                     | Aerobee RTV-N-10                                 |               | Complexo de lançamento 35 do Campo de Teste de Mísseis de White Sands | Complexo de lançamento 35 do Campo de Teste de Mísseis de White Sands | U.S. Navy           | U.S. Navy |
| 19 de fevereiro 17:00 |                                                      |                                                  |               |                                                                       |                                                                       |                     |           |
| 19 de fevereiro 17:00 | Sunfollower / SX Solar / missão de liberação química | Laboratório de Pesquisa Naval dos Estados Unidos | Suborbital    | Pesquisa de brilho do céu                                             | 19 de fevereiro                                                       | Falha de lançamento |           |
| 19 de fevereiro 17:00 | Apogeu: 81 quilômetros (50 mi)                       |                                                  |               |                                                                       |                                                                       |                     |           |
| 29 de fevereiro 14:40 | Aerobee RTV-A-1                                      | Aerobee RTV-A-1                                  |               | Complexo de lançamento A de Holloman                                  | Complexo de lançamento A de Holloman                                  | ARDC                | ARDC      |
| 29 de fevereiro 14:40 |                                                      |                                                  |               |                                                                       |                                                                       |                     |           |
| 29 de fevereiro 14:40 | Airglow                                              | ARDC                                             | Suborbital    | Pesquisa de brilho do céu                                             | 29 de fevereiro                                                       | Falha de lançamento |           |
| 29 de fevereiro 14:40 | Apogeu: 89,3 quilômetros (55,5 mi)                   |                                                  |               |                                                                       |                                                                       |                     |           |

### Abril
| Data e hora (UTC) | Foguete                             | Foguete          | Número do voo | Local de lançamento                                                   | Local de lançamento                                                   | LSP                        | LSP                        |
| Data e hora (UTC) |                                     | Carga útil       | Operador      | Órbita                                                                | Função                                                                | Decaimento (UTC)           | Resultado                  |
| Data e hora (UTC) | Observações                         | Observações      | Observações   | Observações                                                           | Observações                                                           | Observações                |                            |
| ----------------- | ----------------------------------- | ---------------- | ------------- | --------------------------------------------------------------------- | --------------------------------------------------------------------- | -------------------------- | -------------------------- |
| 22 de abril 17:28 | Aerobee RTV-A-1                     | Aerobee RTV-A-1  |               | Complexo de lançamento A de Holloman                                  | Complexo de lançamento A de Holloman                                  | ARDC                       | ARDC                       |
| 22 de abril 17:28 |                                     |                  |               |                                                                       |                                                                       |                            |                            |
| 22 de abril 17:28 |                                     | ARDC             | Suborbital    | Ionosférico                                                           | 22 de abril                                                           | Sucesso                    |                            |
| 22 de abril 17:28 | Apogeu: 112,7 quilômetros (70,0 mi) |                  |               |                                                                       |                                                                       |                            |                            |
| 30 de abril 13:30 | Aerobee RTV-N-10                    | Aerobee RTV-N-10 |               | Complexo de lançamento 35 do Campo de Teste de Mísseis de White Sands | Complexo de lançamento 35 do Campo de Teste de Mísseis de White Sands | Marinha dos Estados Unidos | Marinha dos Estados Unidos |
| 30 de abril 13:30 |                                     |                  |               |                                                                       |                                                                       |                            |                            |
| 30 de abril 13:30 |                                     | NRL              | Suborbital    | Astronomia UV                                                         | 30 de abril                                                           | Sucesso                    |                            |
| 30 de abril 13:30 | Apogeu: 127,8 quilômetros (79,4 mi) |                  |               |                                                                       |                                                                       |                            |                            |

### Maio
| Data e hora (UTC) | Foguete                                                           | Foguete                                                                           | Número do voo | Local de lançamento                                                   | Local de lançamento                                                   | LSP                            | LSP                            |
| Data e hora (UTC) |                                                                   | Carga útil                                                                        | Operador      | Órbita                                                                | Função                                                                | Decaimento (UTC)               | Resultado                      |
| Data e hora (UTC) | Observações                                                       | Observações                                                                       | Observações   | Observações                                                           | Observações                                                           | Observações                    |                                |
| ----------------- | ----------------------------------------------------------------- | --------------------------------------------------------------------------------- | ------------- | --------------------------------------------------------------------- | --------------------------------------------------------------------- | ------------------------------ | ------------------------------ |
| 1 de maio 14:59   | Aerobee RTV-N-10                                                  | Aerobee RTV-N-10                                                                  |               | Complexo de lançamento 35 do Campo de Teste de Mísseis de White Sands | Complexo de lançamento 35 do Campo de Teste de Mísseis de White Sands | Marinha dos Estados Unidos     | Marinha dos Estados Unidos     |
| 1 de maio 14:59   |                                                                   |                                                                                   |               |                                                                       |                                                                       |                                |                                |
| 1 de maio 14:59   |                                                                   | Laboratório de Pesquisa Naval dos Estados Unidos                                  | Suborbital    | Astronomia UV                                                         | 1 de maio                                                             | Sucesso                        |                                |
| 1 de maio 14:59   | Apogeu: 91,8 quilômetros (57,0 mi)                                |                                                                                   |               |                                                                       |                                                                       |                                |                                |
| 1 de maio 15:42   | Aerobee RTV-A-1                                                   | Aerobee RTV-A-1                                                                   |               | Complexo de lançamento A de Holloman                                  | Complexo de lançamento A de Holloman                                  | ARDC                           | ARDC                           |
| 1 de maio 15:42   |                                                                   |                                                                                   |               |                                                                       |                                                                       |                                |                                |
| 1 de maio 15:42   |                                                                   | ARDC                                                                              | Suborbital    | Fluxo solar Missão ultravioleta solar                                 | 1 de maio                                                             | Sucesso                        |                                |
| 1 de maio 15:42   | Apogeu: 91 quilômetros (57 mi)                                    |                                                                                   |               |                                                                       |                                                                       |                                |                                |
| 5 de maio 13:44   | Aerobee RTV-N-10                                                  | Aerobee RTV-N-10                                                                  |               | Complexo de lançamento 35 do Campo de Teste de Mísseis de White Sands | Complexo de lançamento 35 do Campo de Teste de Mísseis de White Sands | Marinha dos Estados Unidos     | Marinha dos Estados Unidos     |
| 5 de maio 13:44   |                                                                   |                                                                                   |               |                                                                       |                                                                       |                                |                                |
| 5 de maio 13:44   |                                                                   | NRL                                                                               | Suborbital    | Radiação cósmica, pesquisa de radiação solar                          | 5 de maio                                                             | Sucesso                        |                                |
| 5 de maio 13:44   | Apogeu: 127 quilômetros (79 mi)                                   |                                                                                   |               |                                                                       |                                                                       |                                |                                |
| 15 de maio 01:15  | Aerobee XASR-SC-1                                                 | Aerobee XASR-SC-1                                                                 |               | Complexo de lançamento 35 do Campo de Teste de Mísseis de White Sands | Complexo de lançamento 35 do Campo de Teste de Mísseis de White Sands | Exército dos Estados Unidos    | Exército dos Estados Unidos    |
| 15 de maio 01:15  |                                                                   |                                                                                   |               |                                                                       |                                                                       |                                |                                |
| 15 de maio 01:15  | Sphere                                                            | Exército dos Estados Unidos                                                       | Suborbital    | Aeronomia                                                             | 15 de maio                                                            | Sucesso                        |                                |
| 15 de maio 01:15  | Apogeu: 76,1 quilômetros (47,3 mi)                                |                                                                                   |               |                                                                       |                                                                       |                                |                                |
| 20 de maio 16:06  | V-2                                                               | V-2                                                                               |               | Complexo de lançamento 33 do Campo de Teste de Mísseis de White Sands | Complexo de lançamento 33 do Campo de Teste de Mísseis de White Sands | Exército dos Estados Unidos    | Exército dos Estados Unidos    |
| 20 de maio 16:06  |                                                                   |                                                                                   |               |                                                                       |                                                                       |                                |                                |
| 20 de maio 16:06  |                                                                   | Exército dos Estados Unidos/Signal Corps Engineering Lab/Universidade de Michigan | Suborbital    | Missão de teste / fotografia / aeronomia                              | 20 de maio                                                            | Sucesso                        |                                |
| 20 de maio 16:06  | Lançamento do Projeto Hermes, apogeu: 103,7 quilômetros (64,4 mi) |                                                                                   |               |                                                                       |                                                                       |                                |                                |
| 21 de maio 15:15  | Aerobee RTV-A-1                                                   | Aerobee RTV-A-1                                                                   |               | Complexo de lançamento A de Holloman                                  | Complexo de lançamento A de Holloman                                  | Força Aérea dos Estados Unidos | Força Aérea dos Estados Unidos |
| 21 de maio 15:15  |                                                                   |                                                                                   |               |                                                                       |                                                                       |                                |                                |
| 21 de maio 15:15  | Aeromed 3                                                         | Air Force Systems Command                                                         | Suborbital    | Biomédico                                                             | 21 de maio                                                            | Sucesso                        |                                |
| 21 de maio 15:15  | Carregou 2 ratos, apogeu: 26,1 quilômetros (16,2 mi)              |                                                                                   |               |                                                                       |                                                                       |                                |                                |

### Junho
| Data e hora (UTC) | Foguete                                                 | Foguete                                          | Número do voo | Local de lançamento                             | Local de lançamento                             | LSP                        | LSP                        |
| Data e hora (UTC) |                                                         | Carga útil                                       | Operador      | Órbita                                          | Função                                          | Decaimento (UTC)           | Resultado                  |
| Data e hora (UTC) | Observações                                             | Observações                                      | Observações   | Observações                                     | Observações                                     | Observações                |                            |
| ----------------- | ------------------------------------------------------- | ------------------------------------------------ | ------------- | ----------------------------------------------- | ----------------------------------------------- | -------------------------- | -------------------------- |
| 6 de junho 17:30  | Viking                                                  | Viking                                           |               | Área de lançamento 1 do Exército de White Sands | Área de lançamento 1 do Exército de White Sands | Marinha dos Estados Unidos | Marinha dos Estados Unidos |
| 6 de junho 17:30  |                                                         |                                                  |               |                                                 |                                                 |                            |                            |
| 6 de junho 17:30  | Viking 8 (segundo modelo)                               | Laboratório de Pesquisa Naval dos Estados Unidos | Suborbital    | Solar                                           | 6 de junho                                      | Falha de lançamento        |                            |
| 6 de junho 17:30  | Lançado acidentalmente durante o teste de fogo estático |                                                  |               |                                                 |                                                 |                            |                            |
| 18 de junho 17:50 | Aerobee RTV-A-1                                         | Aerobee RTV-A-1                                  |               | Complexo de lançamento A de Holloman            | Complexo de lançamento A de Holloman            | ARDC                       | ARDC                       |
| 18 de junho 17:50 |                                                         |                                                  |               |                                                 |                                                 |                            |                            |
| 18 de junho 17:50 |                                                         | ARDC                                             | Suborbital    | Radiação solar                                  | 18 de junho                                     | Sucesso                    |                            |
| 18 de junho 17:50 | Apogeu: 99,8 quilômetros (62,0 mi)                      |                                                  |               |                                                 |                                                 |                            |                            |
| 30 de junho 14:32 | Aerobee RTV-A-1                                         | Aerobee RTV-A-1                                  |               | Complexo de lançamento A de Holloman            | Complexo de lançamento A de Holloman            | ARDC                       | ARDC                       |
| 30 de junho 14:32 |                                                         |                                                  |               |                                                 |                                                 |                            |                            |
| 30 de junho 14:32 | Airglow 1                                               | ARDC                                             | Suborbital    | Brilho do céu                                   | 30 de junho                                     | Sucesso                    |                            |
| 30 de junho 14:32 | Apogeu: 101,4 quilômetros (63,0 mi)                     |                                                  |               |                                                 |                                                 |                            |                            |

### Agosto
| Data e hora (UTC)  | Foguete | Foguete                                                            | Número do voo | Local de lançamento                                                   | Local de lançamento                                                   | LSP                         | LSP                         |
| Data e hora (UTC)  | | Carga útil                                                         | Operador      | Órbita                                                                | Função                                                                | Decaimento (UTC)            | Resultado                   |
| Data e hora (UTC)  | Observações | Observações                                                        | Observações   | Observações                                                           | Observações                                                           | Observações                 |                             |
| ------------------ | --- | ------------------------------------------------------------------ | ------------- | --------------------------------------------------------------------- | --------------------------------------------------------------------- | --------------------------- | --------------------------- |
| 1 de agosto        | R-2 | R-2                                                                |               | Kapustin Yar                                                          | Kapustin Yar                                                          | OKB-1                       | OKB-1                       |
| 1 de agosto        | |                                                                    |               |                                                                       |                                                                       |                             |                             |
| 1 de agosto        | | OKB-1                                                              | Suborbital    | Teste de míssil                                                       | 1 de agosto                                                           |                             |                             |
| 1 de agosto        | Primeiro de 14 lançamentos de teste da versão produzida em massa; 12 atingiram o alvo.:266                                                           |                                                                    |               |                                                                       |                                                                       |                             |                             |
| 1 de agosto        | R-2 | R-2                                                                |               | Kapustin Yar                                                          | Kapustin Yar                                                          | OKB-1                       | OKB-1                       |
| 1 de agosto        | |                                                                    |               |                                                                       |                                                                       |                             |                             |
| 1 de agosto        | | OKB-1                                                              | Suborbital    | Teste de míssil                                                       | 1 de agosto                                                           |                             |                             |
| 1 de agosto        | Segundo de 14 lançamentos de teste da versão produzida em massa; 12 atingiram o alvo.:266                                                            |                                                                    |               |                                                                       |                                                                       |                             |                             |
| 1 de agosto        | R-2 | R-2                                                                |               | Kapustin Yar                                                          | Kapustin Yar                                                          | OKB-1                       | OKB-1                       |
| 1 de agosto        | |                                                                    |               |                                                                       |                                                                       |                             |                             |
| 1 de agosto        | | OKB-1                                                              | Suborbital    | Teste de míssil                                                       | 1 de agosto                                                           |                             |                             |
| 1 de agosto        | Terceiro de 14 lançamentos de teste da versão produzida em massa; 12 atingiram o alvo.:266                                                           |                                                                    |               |                                                                       |                                                                       |                             |                             |
| 1 de agosto        | R-2 | R-2                                                                |               | Kapustin Yar                                                          | Kapustin Yar                                                          | OKB-1                       | OKB-1                       |
| 1 de agosto        | |                                                                    |               |                                                                       |                                                                       |                             |                             |
| 1 de agosto        | | OKB-1                                                              | Suborbital    | Teste de míssil                                                       | 1 de agosto                                                           |                             |                             |
| 1 de agosto        | Quanto de 14 lançamentos de teste da versão produzida em massa; 12 atingiram o alvo.:266                                                             |                                                                    |               |                                                                       |                                                                       |                             |                             |
| 1 de agosto        | R-2 | R-2                                                                |               | Kapustin Yar                                                          | Kapustin Yar                                                          | OKB-1                       | OKB-1                       |
| 1 de agosto        | |                                                                    |               |                                                                       |                                                                       |                             |                             |
| 1 de agosto        | | OKB-1                                                              | Suborbital    | Teste de míssil                                                       | 1 de agosto                                                           |                             |                             |
| 1 de agosto        | Quinto de 14 lançamentos de teste da versão produzida em massa; 12 atingiram o alvo.:266                                                             |                                                                    |               |                                                                       |                                                                       |                             |                             |
| 1 de agosto        | R-2 | R-2                                                                |               | Kapustin Yar                                                          | Kapustin Yar                                                          | OKB-1                       | OKB-1                       |
| 1 de agosto        | |                                                                    |               |                                                                       |                                                                       |                             |                             |
| 1 de agosto        | | OKB-1                                                              | Suborbital    | Teste de míssil                                                       | 1 de agosto                                                           |                             |                             |
| 1 de agosto        | Sexto de 14 lançamentos de teste da versão produzida em massa; 12 atingiram o alvo.:266                                                              |                                                                    |               |                                                                       |                                                                       |                             |                             |
| 1 de agosto        | R-2 | R-2                                                                |               | Kapustin Yar                                                          | Kapustin Yar                                                          | OKB-1                       | OKB-1                       |
| 1 de agosto        | |                                                                    |               |                                                                       |                                                                       |                             |                             |
| 1 de agosto        | | OKB-1                                                              | Suborbital    | Teste de míssil                                                       | 1 de agosto                                                           |                             |                             |
| 1 de agosto        | Sétimo de 14 lançamentos de teste da versão produzida em massa; 12 atingiram o alvo.:266                                                             |                                                                    |               |                                                                       |                                                                       |                             |                             |
| 8 de agosto        | R-2 | R-2                                                                |               | Kapustin Yar                                                          | Kapustin Yar                                                          | OKB-1                       | OKB-1                       |
| 8 de agosto        | |                                                                    |               |                                                                       |                                                                       |                             |                             |
| 8 de agosto        | | OKB-1                                                              | Suborbital    | Teste de míssil                                                       | 8 de agosto                                                           | Sucesso                     |                             |
| 8 de agosto        | Oitavo de 14 lançamentos de teste da versão produzida em massa; 12 atingiram o alvo.:266                                                             |                                                                    |               |                                                                       |                                                                       |                             |                             |
| 20 de agosto       | R-1 | R-1                                                                |               | Kapustin Yar                                                          | Kapustin Yar                                                          | OKB-1                       | OKB-1                       |
| 20 de agosto       | |                                                                    |               |                                                                       |                                                                       |                             |                             |
| 20 de agosto       | | OKB-1                                                              | Suborbital    | Teste de míssil                                                       | 20 de agosto                                                          | Sucesso                     |                             |
| 21 de agosto       | R-1 | R-1                                                                |               | Kapustin Yar                                                          | Kapustin Yar                                                          | OKB-1                       | OKB-1                       |
| 21 de agosto       | |                                                                    |               |                                                                       |                                                                       |                             |                             |
| 21 de agosto       | | OKB-1                                                              | Suborbital    | Teste de míssil                                                       | 21 de agosto                                                          | Sucesso                     |                             |
| 21 de agosto 06:25 | Deacon rockoon | Deacon rockoon                                                     |               | USCGC Eastwind, Oceano Ártico                                         | USCGC Eastwind, Oceano Ártico                                         | Marinha dos Estados Unidos  | Marinha dos Estados Unidos  |
| 21 de agosto 06:25 | |                                                                    |               |                                                                       |                                                                       |                             |                             |
| 21 de agosto 06:25 | | Universidade de Iowa                                               | Suborbital    | Ionosférico                                                           | 21 de agosto                                                          | Falha parcial               |                             |
| 21 de agosto 06:25 | Apogeu: 11 quilômetros (6,8 mi); foguete não lançou:17                                                                                               |                                                                    |               |                                                                       |                                                                       |                             |                             |
| 22 de agosto 07:33 | V-2 | V-2                                                                |               | Complexo de lançamento 33 do Campo de Teste de Mísseis de White Sands | Complexo de lançamento 33 do Campo de Teste de Mísseis de White Sands | Exército dos Estados Unidos | Exército dos Estados Unidos |
| 22 de agosto 07:33 | |                                                                    |               |                                                                       |                                                                       |                             |                             |
| 22 de agosto 07:33 | | Exército dos Estados Unidos/NRL/ARDC/Institutos Nacionais da Saúde | Suborbital    | Teste / fotografia / raio-x solar / missão de aeronomia               | 22 de agosto                                                          | Sucesso                     |                             |
| 22 de agosto 07:33 | Apogeu: 78,2 quilômetros (48,6 mi) |                                                                    |               |                                                                       |                                                                       |                             |                             |
| 24 de agosto 03:34 | Deacon rockoon | Deacon rockoon                                                     |               | USCGC Eastwind, Oceano Ártico                                         | USCGC Eastwind, Oceano Ártico                                         | Marinha dos Estados Unidos  | Marinha dos Estados Unidos  |
| 24 de agosto 03:34 | |                                                                    |               |                                                                       |                                                                       |                             |                             |
| 24 de agosto 03:34 | | Universidade de Iowa                                               | Suborbital    | Ionosférico                                                           | 24 de agosto                                                          | Falha parcial               |                             |
| 24 de agosto 03:34 | Apogeu: 11 quilômetros (6,8 mi); foguete não disparou, mas o pacote de instrumentos funcionou.:17                                                    |                                                                    |               |                                                                       |                                                                       |                             |                             |
| 25 de agosto       | R-1 | R-1                                                                |               | Kapustin Yar                                                          | Kapustin Yar                                                          | OKB-1                       | OKB-1                       |
| 25 de agosto       | |                                                                    |               |                                                                       |                                                                       |                             |                             |
| 25 de agosto       | | OKB-1                                                              | Suborbital    | Teste de míssil                                                       | 25 de agosto                                                          | Sucesso                     |                             |
| 26 de agosto 18:53 | Aerobee RTV-A-1a | Aerobee RTV-A-1a                                                   |               | Complexo de lançamento A de Holloman                                  | Complexo de lançamento A de Holloman                                  | ARDC                        | ARDC                        |
| 26 de agosto 18:53 | |                                                                    |               |                                                                       |                                                                       |                             |                             |
| 26 de agosto 18:53 | Ionosfera 2 | ARDC/Utah                                                          | Suborbital    | Ionosférico                                                           | 26 de agosto                                                          | Desconhecido                |                             |
| 29 de agosto 00:26 | Deacon rockoon | Deacon rockoon                                                     |               | USCGC Eastwind, Oceano Ártico                                         | USCGC Eastwind, Oceano Ártico                                         | Marinha dos Estados Unidos  | Marinha dos Estados Unidos  |
| 29 de agosto 00:26 | |                                                                    |               |                                                                       |                                                                       |                             |                             |
| 29 de agosto 00:26 | | Universidade de Iowa                                               | Suborbital    | Ionosférico                                                           | 29 de agosto                                                          | Falhou                      |                             |
| 29 de agosto 00:26 | Apogeu: 61 quilômetros (38 mi); primeiro lançamento bem-sucedido de foguete lançado por balão, os instrumentos não conseguiram retornar os dados.:18 |                                                                    |               |                                                                       |                                                                       |                             |                             |
| 29 de agosto 07:36 | Deacon rockoon | Deacon rockoon                                                     |               | USCGC Eastwind, Oceano Ártico                                         | USCGC Eastwind, Oceano Ártico                                         | Marinha dos Estados Unidos  | Marinha dos Estados Unidos  |
| 29 de agosto 07:36 | |                                                                    |               |                                                                       |                                                                       |                             |                             |
| 29 de agosto 07:36 | | Universidade de Iowa                                               | Suborbital    | Ionosférico                                                           | 29 de agosto                                                          | Sucesso                     |                             |
| 29 de agosto 07:36 | Apogeu: 60 quilômetros (37 mi); instrumentos retornaram dados.:18                                                                                    |                                                                    |               |                                                                       |                                                                       |                             |                             |
| 29 de agosto 18:15 | Deacon rockoon | Deacon rockoon                                                     |               | USCGC Eastwind, Oceano Ártico                                         | USCGC Eastwind, Oceano Ártico                                         | Marinha dos Estados Unidos  | Marinha dos Estados Unidos  |
| 29 de agosto 18:15 | |                                                                    |               |                                                                       |                                                                       |                             |                             |
| 29 de agosto 18:15 | | Universidade de Iowa                                               | Suborbital    | Ionosférico                                                           | 29 de agosto                                                          | Sucesso                     |                             |
| 29 de agosto 18:15 | Apogeu: 90 quilômetros (56 mi); instrumentos retornaram dados.:18                                                                                    |                                                                    |               |                                                                       |                                                                       |                             |                             |
| 31 de agosto 21:10 | Deacon rockoon | Deacon rockoon                                                     |               | USCGC Eastwind, Oceano Ártico                                         | USCGC Eastwind, Oceano Ártico                                         | Marinha dos Estados Unidos  | Marinha dos Estados Unidos  |
| 31 de agosto 21:10 | |                                                                    |               |                                                                       |                                                                       |                             |                             |
| 31 de agosto 21:10 | | Universidade de Iowa                                               | Suborbital    | Ionosférico                                                           | 31 de agosto                                                          | Sucesso                     |                             |
| 31 de agosto 21:10 | Apogeu: 60 quilômetros (37 mi); instrumentos retornaram dados.:18                                                                                    |                                                                    |               |                                                                       |                                                                       |                             |                             |

### Setembro
| Data e hora (UTC)    | Foguete                                                                                           | Foguete                                                                             | Número do voo | Local de lançamento                                                   | Local de lançamento                                                   | LSP                         | LSP                         |
| Data e hora (UTC)    |                                                                                                   | Carga útil                                                                          | Operador      | Órbita                                                                | Função                                                                | Decaimento (UTC)            | Resultado                   |
| Data e hora (UTC)    | Observações                                                                                       | Observações                                                                         | Observações   | Observações                                                           | Observações                                                           | Observações                 |                             |
| -------------------- | ------------------------------------------------------------------------------------------------- | ----------------------------------------------------------------------------------- | ------------- | --------------------------------------------------------------------- | --------------------------------------------------------------------- | --------------------------- | --------------------------- |
| 1 de setembro        | R-2                                                                                               | R-2                                                                                 |               | Kapustin Yar                                                          | Kapustin Yar                                                          | OKB-1                       | OKB-1                       |
| 1 de setembro        |                                                                                                   |                                                                                     |               |                                                                       |                                                                       |                             |                             |
| 1 de setembro        |                                                                                                   | OKB-1                                                                               | Suborbital    | Teste de míssil                                                       | 1 de setembro                                                         |                             |                             |
| 1 de setembro        | Nono de 14 lançamentos de teste da versão produzida em massa; 12 atingiram o alvo.:266            |                                                                                     |               |                                                                       |                                                                       |                             |                             |
| 1 de setembro        | R-2                                                                                               | R-2                                                                                 |               | Kapustin Yar                                                          | Kapustin Yar                                                          | OKB-1                       | OKB-1                       |
| 1 de setembro        |                                                                                                   |                                                                                     |               |                                                                       |                                                                       |                             |                             |
| 1 de setembro        |                                                                                                   | OKB-1                                                                               | Suborbital    | Teste de míssil                                                       | 1 de setembro                                                         |                             |                             |
| 1 de setembro        | Décimo de 14 lançamentos de teste da versão produzida em massa; 12 atingiram o alvo.:266          |                                                                                     |               |                                                                       |                                                                       |                             |                             |
| 1 de setembro        | R-2                                                                                               | R-2                                                                                 |               | Kapustin Yar                                                          | Kapustin Yar                                                          | OKB-1                       | OKB-1                       |
| 1 de setembro        |                                                                                                   |                                                                                     |               |                                                                       |                                                                       |                             |                             |
| 1 de setembro        |                                                                                                   | OKB-1                                                                               | Suborbital    | Teste de míssil                                                       | 1 de setembro                                                         |                             |                             |
| 1 de setembro        | Décimo primeiro de 14 lançamentos de teste da versão produzida em massa; 12 atingiram o alvo.:266 |                                                                                     |               |                                                                       |                                                                       |                             |                             |
| 1 de setembro        | R-2                                                                                               | R-2                                                                                 |               | Kapustin Yar                                                          | Kapustin Yar                                                          | OKB-1                       | OKB-1                       |
| 1 de setembro        |                                                                                                   |                                                                                     |               |                                                                       |                                                                       |                             |                             |
| 1 de setembro        |                                                                                                   | OKB-1                                                                               | Suborbital    | Teste de míssil                                                       | 1 de setembro                                                         |                             |                             |
| 1 de setembro        | Décimo segundo de 14 lançamentos de teste da versão produzida em massa; 12 atingiram o alvo.:266  |                                                                                     |               |                                                                       |                                                                       |                             |                             |
| 1 de setembro        | R-2                                                                                               | R-2                                                                                 |               | Kapustin Yar                                                          | Kapustin Yar                                                          | OKB-1                       | OKB-1                       |
| 1 de setembro        |                                                                                                   |                                                                                     |               |                                                                       |                                                                       |                             |                             |
| 1 de setembro        |                                                                                                   | OKB-1                                                                               | Suborbital    | Teste de míssil                                                       | 1 de setembro                                                         |                             |                             |
| 1 de setembro        | Décimo terceiro de 14 lançamentos de teste da versão produzida em massa; 12 atingiram o alvo.:266 |                                                                                     |               |                                                                       |                                                                       |                             |                             |
| 3 de setembro 14:49  | Aerobee RTV-N-10                                                                                  | Aerobee RTV-N-10                                                                    |               | Complexo de lançamento 35 do Campo de Teste de Mísseis de White Sands | Complexo de lançamento 35 do Campo de Teste de Mísseis de White Sands | Marinha dos Estados Unidos  | Marinha dos Estados Unidos  |
| 3 de setembro 14:49  |                                                                                                   |                                                                                     |               |                                                                       |                                                                       |                             |                             |
| 3 de setembro 14:49  | Sunfollower                                                                                       | Laboratório de Pesquisa Naval dos Estados Unidos                                    | Suborbital    | Missão ultravioleta solar e raio-x                                    | 3 de setembro                                                         | Sucesso                     |                             |
| 3 de setembro 14:49  | Apogeu: 99 quilômetros (62 mi)                                                                    |                                                                                     |               |                                                                       |                                                                       |                             |                             |
| 4 de setembro 09:17  | Deacon rockoon                                                                                    | Deacon rockoon                                                                      |               | USCGC Eastwind, Oceano Ártico                                         | USCGC Eastwind, Oceano Ártico                                         | Marinha dos Estados Unidos  | Marinha dos Estados Unidos  |
| 4 de setembro 09:17  |                                                                                                   |                                                                                     |               |                                                                       |                                                                       |                             |                             |
| 4 de setembro 09:17  |                                                                                                   | Universidade de Iowa                                                                | Suborbital    | Ionosférico                                                           | 4 de setembro                                                         | Sucesso                     |                             |
| 4 de setembro 09:17  | Apogeu: 11 quilômetros (6,8 mi); instrumentos retornaram dados.:18                                |                                                                                     |               |                                                                       |                                                                       |                             |                             |
| 18 de setembro       | R-2                                                                                               | R-2                                                                                 |               | Kapustin Yar                                                          | Kapustin Yar                                                          | OKB-1                       | OKB-1                       |
| 18 de setembro       |                                                                                                   |                                                                                     |               |                                                                       |                                                                       |                             |                             |
| 18 de setembro       |                                                                                                   | OKB-1                                                                               | Suborbital    | Teste de míssil                                                       | 18 de setembro                                                        | Sucesso                     |                             |
| 18 de setembro       | Último de 14 lançamentos de teste da versão produzida em massa; 12 atingiram o alvo.:266          |                                                                                     |               |                                                                       |                                                                       |                             |                             |
| 19 de setembro 15:49 | V-2                                                                                               | V-2                                                                                 |               | Complexo de lançamento 33 do Campo de Teste de Mísseis de White Sands | Complexo de lançamento 33 do Campo de Teste de Mísseis de White Sands | Exército dos Estados Unidos | Exército dos Estados Unidos |
| 19 de setembro 15:49 |                                                                                                   |                                                                                     |               |                                                                       |                                                                       |                             |                             |
| 19 de setembro 15:49 |                                                                                                   | Signal Corps Engineering Lab/Institutos Nacionais da Saúde/Universidade de Michigan | Suborbital    | Temperatura, composição; radiação cósmica                             | 19 de setembro                                                        | Falha de lançamento         |                             |
| 19 de setembro 15:49 | Lançamento final do V-2, Projeto Hermes, apogeu: 7 quilômetros (4,3 mi)                           |                                                                                     |               |                                                                       |                                                                       |                             |                             |
| 25 de setembro 03:50 | Aerobee XASR-SC-1                                                                                 | Aerobee XASR-SC-1                                                                   |               | Complexo de lançamento 35 do Campo de Teste de Mísseis de White Sands | Complexo de lançamento 35 do Campo de Teste de Mísseis de White Sands | Exército dos Estados Unidos | Exército dos Estados Unidos |
| 25 de setembro 03:50 |                                                                                                   |                                                                                     |               |                                                                       |                                                                       |                             |                             |
| 25 de setembro 03:50 | GRENADES                                                                                          | Exército dos Estados Unidos                                                         | Suborbital    |                                                                       | 25 de setembro                                                        | Sucesso                     |                             |
| 25 de setembro 03:50 | Apogeu: 117,5 quilômetros (73,0 mi)                                                               |                                                                                     |               |                                                                       |                                                                       |                             |                             |

### Outubro
| Data e hora (UTC)   | Foguete                             | Foguete                     | Número do voo | Local de lançamento                                                   | Local de lançamento                                                   | LSP                         | LSP                         |
| Data e hora (UTC)   |                                     | Carga útil                  | Operador      | Órbita                                                                | Função                                                                | Decaimento (UTC)            | Resultado                   |
| Data e hora (UTC)   | Observações                         | Observações                 | Observações   | Observações                                                           | Observações                                                           | Observações                 |                             |
| ------------------- | ----------------------------------- | --------------------------- | ------------- | --------------------------------------------------------------------- | --------------------------------------------------------------------- | --------------------------- | --------------------------- |
| 10 de outubro 14:24 | Aerobee RTV-A-1                     | Aerobee RTV-A-1             |               | Complexo de lançamento A de Holloman                                  | Complexo de lançamento A de Holloman                                  | ARDC                        | ARDC                        |
| 10 de outubro 14:24 |                                     |                             |               |                                                                       |                                                                       |                             |                             |
| 10 de outubro 14:24 |                                     | ARDC                        | Suborbital    | UV / Opt espectrógrafos ultravioleta solar                            | 10 de outubro                                                         | Sucesso                     |                             |
| 10 de outubro 14:24 | Apogeu: 109,5 quilômetros (68,0 mi) |                             |               |                                                                       |                                                                       |                             |                             |
| 22 de outubro 14:35 | Aerobee RTV-A-1                     | Aerobee RTV-A-1             |               | Complexo de lançamento A de Holloman                                  | Complexo de lançamento A de Holloman                                  | ARDC                        | ARDC                        |
| 22 de outubro 14:35 |                                     |                             |               |                                                                       |                                                                       |                             |                             |
| 22 de outubro 14:35 | T-day                               | ARDC                        | Suborbital    | Aeronomia                                                             | 22 de outubro                                                         | Sucesso                     |                             |
| 22 de outubro 14:35 | Apogeu: 99,8 quilômetros (62,0 mi)  |                             |               |                                                                       |                                                                       |                             |                             |
| 23 de outubro 03:45 | Aerobee XASR-SC-2                   | Aerobee XASR-SC-2           |               | Complexo de lançamento 35 do Campo de Teste de Mísseis de White Sands | Complexo de lançamento 35 do Campo de Teste de Mísseis de White Sands | Exército dos Estados Unidos | Exército dos Estados Unidos |
| 23 de outubro 03:45 |                                     |                             |               |                                                                       |                                                                       |                             |                             |
| 23 de outubro 03:45 | GRENADES                            | Exército dos Estados Unidos | Suborbital    | Aeronomia                                                             | 23 de outubro                                                         | Sucesso                     |                             |
| 23 de outubro 03:45 | Apogeu: 111,1 quilômetros (69,0 mi) |                             |               |                                                                       |                                                                       |                             |                             |
| 29 de outubro       | R-1                                 | R-1                         |               | Kapustin Yar                                                          | Kapustin Yar                                                          | OKB-1                       | OKB-1                       |
| 29 de outubro       |                                     |                             |               |                                                                       |                                                                       |                             |                             |
| 29 de outubro       |                                     | OKB-1                       | Suborbital    | Teste de míssil                                                       | 29 de outubro                                                         | Sucesso                     |                             |
| 30 de outubro       | R-1                                 | R-1                         |               | Kapustin Yar                                                          | Kapustin Yar                                                          | OKB-1                       | OKB-1                       |
| 30 de outubro       |                                     |                             |               |                                                                       |                                                                       |                             |                             |
| 30 de outubro       |                                     | OKB-1                       | Suborbital    | Teste de míssil                                                       | 30 de outubro                                                         | Sucesso                     |                             |
| 30 de outubro       | R-1                                 | R-1                         |               | Kapustin Yar                                                          | Kapustin Yar                                                          | OKB-1                       | OKB-1                       |
| 30 de outubro       |                                     |                             |               |                                                                       |                                                                       |                             |                             |
| 30 de outubro       |                                     | OKB-1                       | Suborbital    | Teste de míssil                                                       | 30 de outubro                                                         | Sucesso                     |                             |

### Novembro
-
| Data e hora (UTC)   | Foguete                            | Foguete         | Número do voo | Local de lançamento                  | Local de lançamento                  | LSP              | LSP       |
| Data e hora (UTC)   |                                    | Carga útil      | Operador      | Órbita                               | Função                               | Decaimento (UTC) | Resultado |
| Data e hora (UTC)   | Observações                        | Observações     | Observações   | Observações                          | Observações                          | Observações      |           |
| ------------------- | ---------------------------------- | --------------- | ------------- | ------------------------------------ | ------------------------------------ | ---------------- | --------- |
| 6 de novembro 15:56 | Aerobee RTV-A-1                    | Aerobee RTV-A-1 |               | Complexo de lançamento A de Holloman | Complexo de lançamento A de Holloman | ARDC             | ARDC      |
| 6 de novembro 15:56 |                                    |                 |               |                                      |                                      |                  |           |
| 6 de novembro 15:56 |                                    | ARDC            | Suborbital    | Brilho do céu                        | 6 de novembro                        | Sucesso          |           |
| 6 de novembro 15:56 | Apogeu: 75,7 quilômetros (47,0 mi) |                 |               |                                      |                                      |                  |           |
| 21 de novembro      | R-1                                | R-1             |               | Kapustin Yar                         | Kapustin Yar                         | OKB-1            | OKB-1     |
| 21 de novembro      |                                    |                 |               |                                      |                                      |                  |           |
| 21 de novembro      |                                    | OKB-1           | Suborbital    | Teste de míssil                      | 21 de novembro                       | Sucesso          |           |

### Dezembro
| Data e hora (UTC)    | Foguete                             | Foguete                     | Número do voo | Local de lançamento                                                   | Local de lançamento                                                   | LSP                         | LSP                         |
| Data e hora (UTC)    |                                     | Carga útil                  | Operador      | Órbita                                                                | Função                                                                | Decaimento (UTC)            | Resultado                   |
| Data e hora (UTC)    | Observações                         | Observações                 | Observações   | Observações                                                           | Observações                                                           | Observações                 |                             |
| -------------------- | ----------------------------------- | --------------------------- | ------------- | --------------------------------------------------------------------- | --------------------------------------------------------------------- | --------------------------- | --------------------------- |
| 11 de dezembro 23:47 | Aerobee XASR-SC-1                   | Aerobee XASR-SC-1           |               | Complexo de lançamento 35 do Campo de Teste de Mísseis de White Sands | Complexo de lançamento 35 do Campo de Teste de Mísseis de White Sands | Exército dos Estados Unidos | Exército dos Estados Unidos |
| 11 de dezembro 23:47 |                                     |                             |               |                                                                       |                                                                       |                             |                             |
| 11 de dezembro 23:47 | SPHERE                              | Exército dos Estados Unidos | Suborbital    | Aeronomia                                                             | 11 de dezembro                                                        | Sucesso                     |                             |
| 11 de dezembro 23:47 | Apogeu: 104,6 quilômetros (65,0 mi) |                             |               |                                                                       |                                                                       |                             |                             |
| 12 de dezembro 19:38 | Aerobee RTV-A-1                     | Aerobee RTV-A-1             |               | Complexo de lançamento A de Holloman                                  | Complexo de lançamento A de Holloman                                  | ARDC                        | ARDC                        |
| 12 de dezembro 19:38 |                                     |                             |               |                                                                       |                                                                       |                             |                             |
| 12 de dezembro 19:38 |                                     | ARDC                        | Suborbital    | Missão ultravioleta solar                                             | 12 de dezembro                                                        | Sucesso                     |                             |
| 12 de dezembro 19:38 | Apogeu: 88,5 quilômetros (55,0 mi)  |                             |               |                                                                       |                                                                       |                             |                             |
| 15 de dezembro 21:38 | Viking (segundo modelo)             | Viking (segundo modelo)     |               | Área de lançamento 1 do Exército de White Sands                       | Área de lançamento 1 do Exército de White Sands                       | Marinha dos Estados Unidos  | Marinha dos Estados Unidos  |
| 15 de dezembro 21:38 |                                     |                             |               |                                                                       |                                                                       |                             |                             |
| 15 de dezembro 21:38 | Viking 9                            | NRL                         | Suborbital    | Solar                                                                 | 15 de dezembro                                                        | Sucesso                     |                             |
| 15 de dezembro 21:38 | Apogeu: 219 quilômetros (140 mi)    |                             |               |                                                                       |                                                                       |                             |                             |

## Resumo de lançamentos suborbitais

### Por país
- União Soviética: 21
- Estados Unidos: 20

| País            | Lançamentos | Sucessos | Falhas | Falhas parciais | Desconhecido |
| --------------- | ----------- | -------- | ------ | --------------- | ------------ |
| União Soviética | 21          | 19       | 1      | 2               | 0            |
| Estados Unidos  | 27          | 19       | 4      | 3               | 1            |

### Por foguete
- V-2 Americano
- Viking (segundo modelo)
- Aerobee RTV-N-10
- Aerobee XASR-SC-1
- Aerobee XASR-SC-2
- Aerobee RTV-A-1
- Aerobee RTV-A-1a
- Aerobee RTV-A-1c
- Deacon rockoon
- R-1
- R-2

| Foguete                 | País            | Lançamentos | Sucessos | Falhas | Falhas parciais | Desconhecido | Observações          |
| V-2                     | Estados Unidos  | 3           | 2        | 1      | 0               | 0            | Aposentado           |
| Viking (segundo modelo) | Estados Unidos  | 1           | 1        | 0      | 0               | 0            | Lançamento inaugural |
| Aerobee RTV-N-10        | Estados Unidos  | 5           | 5        | 0      | 0               | 0            |                      |
| Aerobee XASR-SC-1       | Estados Unidos  | 3           | 3        | 0      | 0               | 0            |                      |
| Aerobee XASR-SC-2       | Estados Unidos  | 1           | 1        | 0      | 0               | 0            | Lançamento inaugural |
| Aerobee RTV-A-1         | Estados Unidos  | 3           | 3        | 0      | 0               | 0            |                      |
| Aerobee RTV-A-1a        | Estados Unidos  | 2           | 0        | 1      | 0               | 1            | Lançamento inaugural |
| Aerobee RTV-A-1c        | Estados Unidos  | 1           | 0        | 0      | 0               | 1            | Lançamento inaugural |
| Deacon rockoon          | Estados Unidos  | 7           | 4        | 0      | 3               | 0            | Lançamento inaugural |
| R-1                     | União Soviética | 7           | 7        | 0      | 0               | 0            |                      |
| R-2                     | União Soviética | 14          | 12       | 0      | 2               | 0            |                      |
| ----------------------- | --------------- | ----------- | -------- | ------ | --------------- | ------------ | -------------------- |